# Makkabia-Stadion

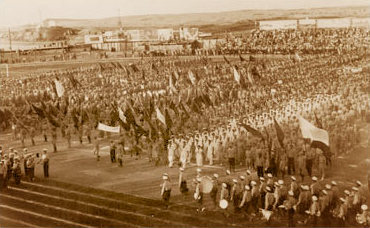
Makkabia-Stadion Eröffnungsfeier 1932

Das Makkabia-Stadion (Hebräisch: אצטדיון המכביה) war im 20. Jahrhundert das größte Fußballstadion in Tel Aviv, Israel.

## Geschichte
Es wurde Anfang der 1930er Jahre für die erste Makkabiade erbaut und fasste am Eröffnungstag, dem 28. März  1932, rund 20.000 Zuschauer. Gebaut wurde das Stadion von der israelischen Architektin Genia Awerbuch. 
Bis 1969 war es das Stadion und die Heimspielstätte des größten Sportvereins von Israel, des Clubs Moadon Kaduregel Maccabi Tel Aviv. Nach dem Neubau des Bloomfield-Stadions siedelte der Verein Ende der 1960er Jahre um.

## Heute
Das ehemalige Makkabia-Stadion am Yarkon-Fluss wurde zurückgebaut und wird heute nur noch als Trainingsfeld für die Jugendfußballmannschaften eingesetzt. Das übrige Gelände wird vom Israel Trade Fairs & Convention Center als Außengelände bei Messeveranstaltungen genutzt.   